# Chiari
Chiari är en ort och kommun i provinsen Brescia i regionen Lombardiet i Italien. Kommunen hade 19 094 invånare (2018).
I slaget vid Chiari 1701 besegrade österrikarna under Eugen av Savojen en fransk-spansk armé under spanska tronföljdskrigets inledning.

## Kända personer från Chiari
- Lento Goffi, poet och journalist